# 1879 у літературі

## Твори
- «Ляльковий дім» — п'єса Генріка Ібсена.
- «П'ятсот мільйонів Бегуми» — роман Жюля Верна.

## Народились
- 19 січня — Савінков Борис Вікторович, російський терорист, соціал-демократ, прозаїк, публіцист, мемуарист (літературний псевдонім — В. Ропшин) (помер у 1925).
- 27 січня — Бажов Павло Петрович, російський письменник, фольклорист (помер у 1950).
- 11 квітня — Йонас Білюнас, литовський письменник (помер у 1907).

## Померли
- 13 січня — Заревич Федір Іванович, український письменник (народився в 1835).
- 16 січня —Октав Кремазі, канадський франкомовний поет.
- 7 травня — Шарль де Костер, бельгійський письменник (народився в 1827).